# Conca d'Oro
La Conca d'Oro (in siciliano Conca d'Oru) è la pianura sulla quale è adagiata la città di Palermo e alcuni centri abitati del suo hinterland.
È compresa fra i monti di Palermo e il mar Tirreno, sul quale si specchia la città di Palermo. In riva al mare e isolato dagli altri monti, si staglia la mole del Monte Pellegrino, alto 606 metri. Per la pianura passa il principale fiume palermitano, l'Oreto.
Si estende per circa cento chilometri quadrati, da sotto i rilievi di Bagheria e Villabate a est sino ad ovest, ed era un tempo interamente coltivata ad agrumeto. Il nome d'oro deriva dal termine arabo dawr che significa torto riferito alla conformazione contorta della piana, da cui conca perché chiusa dai monti + dawr; poi Conca d'oro.
L'originario territorio ha subito negli ultimi decenni trasformazioni profonde, sotto la spinta di una espansione urbanistica incontrollata, passata alla storia come il "sacco di Palermo".
Un'area della pianura dove ancora è viva la coltivazione del Mandarino tardivo di Ciaculli è quella delle borgate di campagna di Ciaculli e Croceverde-Giardina, entrambe località del comune di Palermo. Questo è uno degli agrumi meno conosciuti ma molto richiesti all'estero.